# Sultan et Berger
Sultan et Berger (en persan: سلطان و شبان) est une série télévisée iranienne de Dariush Farhang, diffusée par le canal 1 de l’IRIB en 1982.

## Synopsis
Un soir dans un grand palais royal, un sultan frivole et grotesque fait un cauchemar. Le grand devin conclut qu’un soir de pleine lune des flèches de malheur lui tomberont sur la tête. Effrayé, le sultan sent un malaise et tombe malade au lit. 
Le grand vizir, le grand devin et Sultan Banou (la reine) tous s’entendent qu’il faut remplacer le sultan par un homme qui lui ressemble pour que le malheur lui tombe dessus. Un pigeon de bonheur (Homaye Sa’adat) s’envole et va se poser, par un heureux hasard, sur l’épaule de celui qui remplacera le sultan. Le chanceux recruté n’est qu’un simple berger, Shirzad. On l’amène à la cour pour lui refiler le costume du sultan et le faire monter sur le trône. Alors que le vrai sultan déguisé en berger est conduit au village de Shirzad. 
À la cour, le bouffon du sultan, Talkhak, et son scripteur soupçonnent le comportement un peu étrange du sultan. Ils tentent de découvrir la vérité. C’est très risqué, car le grand vizir fait disparaître tous ceux qui y mettront le nez pour que le secret de leur manœuvre soit toujours maintenu. En essayant de tout dévoiler, Talkhak perd sa vie. Mais le scripteur réussit à s'entretenir avec Shirzad habillé en sultan.
Ensemble, Shirzad et le scripteur font un plan pour éliminer le grand vizir et la noblesse de la cour, ainsi que les gardes pour libérer les prisonniers. Le grand vizir se fait tuer par des assaillants et sultan Banou se suicide. D’autre part, le sultan et son devin arrivent à la cour croyant ainsi éviter la catastrophe. Lorsque le sultan fait son entrée majestueuse à la cour, il se trouve cerné par des prisonniers qui le menace avec leur armes et flèches. Le cauchemar du souverain devient alors réel. 

## Distribution
- Mehdi Hashemi : Sultan / Shirzad
- Golab Adineh : Sultan Banou
- Mohammad Moti’ : Le grand vizir
- Mohammad Ali Keshavarz : Le grand devin
- Hossein Kasbian : Talkhak
- Ahmad Aghalou : Scripteur
- Ali Reza Mojalal : Commandant d’armée
- Sivavash Tahmoures : Seigneur gouverneur
- Sadegh Hatefi : Ministre de l'Ordre de préséance
- Jamshid Layegh : Trésorier
- Massoumeh Rajaei : Naneh Shirou (Mère de Shirzad)
- Dariush Irannejad : Samandar
- Hassan Razavi : Geôlier
- Akbar Doudkar : Garde
- Morteza Taheri : Garde
- Hossein Mahjoub : Un villageois

## Fiches techniques
- Titre original : Soltan va Shaban
- Titre en Français : Sultan et berger
- Réalisateur : Dariush Farhang
- Scénaristes : Mehdi Hashemi, Dariush Farhang
- Musique : Babak Bayat
- Montage : Dariush Farhang
- Année de diffusion : 1982
- Diffuseur : Canal 1 de l’IRIB
- Durée de chaque épisode : 50 minutes
- Nombre d'épisodes : 13
- Genre : Comédie historique
- Pays :  Iran
- Langue : Persan